# Шуллам, Самуил
Самуил Шуллам (2-я половина XVI века) — испанский врач и еврейский историк.

## Биография
Происходил от испанских евреев. Штейншнейдер называет его каирским врачом. После многих приключений Шуллам прибыл в Константинополь, где ему была оказана материальная поддержка некой Киерой (Грасия Мендес?).

## Труд по еврейской истории
В Константинополе на средства Киеры он опубликовал в 1566 году, или, скорее, обработал «Книгу родословных» («Juchasin», 1498) авторства Авраама Закуто, опустив описание изгнания евреев из Испании, но прибавив:
- хронику на основании арабских и латинских источников,
- ряд вставок, как послание Шериры и др. ;
- еврейский перевод труда Иосифа Флавия «Contra Apionem».

Последнее дополнение опубликовано И. Бёмером (Boehmer) под заглавием «קדמות היהודים» (Лык, 1858) и Филипповским (1868).